# Dalaffilla
Dalaffilla nebo Gabuli je menší stratovulkán, nacházející se v Danakilské proláklině v Etiopii. Jeho tvar je dán složením láv (neboť jsou značně viskózní, výsledná morfologická forma nese znaky stratovulkánu). Lávové proudy čedičů obklopují základnu sopky a rozšiřují se východním směrem. V kráteru se nacházejí aktivní fumaroly.